# Џампин Џек Флеш (филм)
Џампин Џек Флеш (енгл. Jumpin' Jack Flash) амерички је филм из 1986. у режији Пени Маршал.

## Радња
Весела и дружељубива црнка Тери Дулитл (Вупи Голдберг) ради у њујоршкој банци као компјутерски оператер, обављајући трансфере новца за клијенте у иностранству и назад, али истовремено води неформалне разговоре на различите теме са колегама из иностраних банака, за које она стално упада у невоље од досадног шефа Џејмса Пејџа.
Једног дана, она добија поруку „Куц-куц” у дијалогу програма за превођење. Мислећи да је ово тест од Пејџа, Тери започиње дијалог са њим, али добија чудне одговоре: саговорник себе назива „Џампин Џек Флеш” и каже да му је потребна помоћ, али ју је контактирао не преко банкарске мреже, али преко посебног компјутера (штавише, имао је приступ целој Теријевој преписци), па се плаши да ће њихова преписка бити откривена. Тери га позива да комуницира путем приватног ћаскања и тражи његову шифру, на шта јој саговорник задаје загонетку: да пева као „Џампин Џек”. Тери схвата да мисли на песму Ролинг Стонса и до одређеног времена, иако са одређеним потешкоћама, претпоставља да је Џек (она га сада тако зове) говорио о кључном потпису песме - Б-бетону. Џек јој каже да је у невољи (такође тражи да она ни под којим условима никоме не да његов код) и тражи од Терија да оде у британски конзулат и контактира Ц одељење и да им да шифру. У конзулату Тери се упознаје са извесним Џеремијем Талботом, који је обавештава да немају никакав одељак Ц, иако Тери мисли да је разумео о коме је реч када је споменула Џеково име.
Тери добија новог колегу, шармантног, али скромног Мартија Филипса, који привремено преузима место њене друге колегинице Џеки, која је отишла на породиљско одсуство. И даље мислећи да је све ово некаква шала, Тери саопштава резултате посете Џеку током следеће сесије, али он неочекивано реагује веома озбиљно и признаје Терију да је заробљен у источној Европи и да сада тражи начин да излази одатле. Када Тери пита ко је он, Џек једноставно одговара: „Британска обавештајна служба“. Затим тражи од Терија да оде у његов стан у Њујорку и узме тигањ са контакт информацијама четири агента ЦИА-е који му могу помоћи да побегне иза гвоздене завесе. И овде Тери постаје јасно да је ушла у опасну игру. У почетку, компјутерски техничар долази да поправи њен терминал, али када Тери назове техничку подршку да потврди његове речи, он нестаје. Након што је стигла у Џеков стан и узела тигањ, приметила је своју фотографију на улазним вратима, која је снимљена раније када је Тери био у стану. Шокирана, она истрчава напоље до свог таксија, само да би открила да је техничар којег је видела раније возач. Она га нокаутира тигањем и бежи.
Тери не може да контактира првог агента из тигања, Питера Кана. Она тада успева да дође до другог на листи, Марка Ван Митера, који договара састанак са Теријем у Ист Риверу. Он је запањен сазнањем шта се догодило Џеку и да Тери нема везе са владом. Док настављају да причају, Ван Митер примећује да им неко прилази с леђа. Брзо гура Терија у реку, након чега је убијен. Тери присуствује Ван Митеровој сахрани, где упознаје другог агента на листи Арчера Линколна, као и Лиз Карлсон, жену последњег агента на листи, Харија Карлсона. Линколн одбацује Терија, а Лиз је обавештава да је Хари са Џеком и да КГБ највероватније стоји иза техничара на које је Тери наишао и оних који су убили Ван Митера. Када Тери исприча све Џеку, он каже да је изгубио контакт са Харијем Карлсоном и мислио да је отишао, али пошто се није вратио у Сједињене Државе, највероватније је мртав. Џек предлаже други план: Тери мора да се инфилтрира у британски конзулат и повеже се са њиховим главним рачунаром (овде се открива да је до овог тренутка Џек мислио да је Тери мушкарац).
Тери са муком успева да уђе у конзулат (пошто се тамо одржава свечани бал за прославу рођендана британске краљице) и инсталира уређај за повезивање који би требало да ради следеће вечери, али у тренутку повезивања, Талбот то примети и успева да прекине поступак. Након овога, Џек пише да за њега више нема рупа и да је боље да престану да комуницирају јер је то опасно. Тери, која се не слаже са овим, долази до куће Лиз Карлсон, али је налази празну, након чега наилази на Арчера Линколна, који каже да су Лиз и њена деца добили нова имена ради заштите, након чега такође тражи од Тери да се не меша. даље у овој ствари. Тери тада одлучује да покуша да контактира леди Сару Билингс, коју је видела на фотографији у Џековом стану, а која је, иако удата, и даље заљубљена у Џека. Док Тери покушава да сазна њену локацију из телефонске говорнице на улици, сама говорница је киднапована и буквално вучена улицама Менхетна на шлеперу. Она успева да побегне само да би се суочила са техничарем. Иако и она успева да се отргне од њега, он пре тога успева да јој убризга лек истине како би сазнао приступни код Џека. Он успева да добије делимично признање од ње, али она га ухвати у замку. Дрогирани Тери проналази Сару у козметичком салону и тражи од ње помоћ. Али Сара каже Терију да би радије дозволила да Џек буде убијен него да ризикује да оштети свој друштвени положај. Тери јој са гађењем каже све што мисли о њој и одлази.
Исте вечери, Сара долази у посету Терију и каже му да се предомислила, па је уз помоћ свог супруга, генералног конзула, успела да добије контакт особе која ће помоћи Џеку да изађе. Преневши контакт Џеку (који је радо позове на састанак са њим када се врати кући), Тери коначно пада у руке људи који су је ловили све ово време и сазнаје да је Џереми Талбот кртица сарађује са КГБ-ом и да је управо он дао Сарином мужу контакт за Џека: у ствари, то је била замка. Тери успева да побегне и бежи у банку да контактира Џека, који се спрема да оде на састанак са агентом. Али врло брзо Талбот долази тамо са својим људима, који захтевају да Терри ништа не каже Џеку. Тери успева да их превари, што на крају доводи до тога да један од Талботових људи почне да пуца у ваздух (што плаши остале запослене), а Тери се бори против Талбота, али се на крају бори против њега тако што га уједе у препоне, након чега успева да обавести Џека да је његов контакт замка. Одмах затим, један од Талботових људи, Карл, покушава да пуца на Терија, али га неочекивано упуца Марти Филипс, који открива Терију да је он Питер Кан и даје Џеку упутства за сигуран излаз.
Касније, Тери чека Џека у ресторану, али се он никада не појављује. Уместо тога, долази Марти и говори јој да је Џек хитно позван због посла и да јој британска обавештајна служба захваљује. Следећег дана, Терријеве колеге разговарају о Пејџином унапређењу, која заузврат препушта свој стари положај Терију. Али Тери је и даље тужна што никада није упознала Џека. Џек се упушта у разговор са њом на компјутеру како би се извинио што се није појавио. Тери га грди, али у једном тренутку, из његових одговора, схвата да је он види. Она се окреће и они се у ријалитију грле уз громогласне аплаузе њених колега, који коначно виде човека за кога је Тери Дулитл овде све преокренуо.